# Judika
Judika, właśc. Judika Nalon Abadi Sihotang (ur. 31 sierpnia 1978 w Sidikalang) – indonezyjski aktor i piosenkarz.
Rozpoznawalność zyskał dzięki zajęciu drugiego miejsca w drugim sezonie programu Indonesian Idol.

## Życiorys
Po sukcesie w Indonesian Idol Judika wydał albumy Seri Cinta (2005) i One (2007). Kolejny jego album – Setengah Mati Merindu – wyszedł w 2010 roku, przy czym zawiera autorskie utwory artysty.
Wspólny utwór z Dumą Riris, zatytułowany „Sampai Akhir”, przyniósł mu w 2014 roku AMI (Anugerah Musik Indonesia) w dwóch kategoriach.

## Dyskografia
- 2005: Seri Cinta
- 2007: One
- 2010: Setengah Mati Merindu

Źródło: .

## Filmografia
- 2008: Si Jago Merah
- 2009: The Tarix Jabrix 2
- Bola Itu Bundar
- Impal (Pariban)

Źródło: .